# Kostel Narození Panny Marie (Jamartice)
Římskokatolický kostel Narození Panny Marie v Jamarticích je pozdně barokní stavba z roku 1783. V roce 1993 byl vyhlášen kulturní památkou České republiky.

## Historie
První písemné zmínky o obci Jamartice (Jermersdorfu) pocházejí z roku 1398. Je pravděpodobné, že na původním místě stál dřevěný kostel. Zmínka pochází z roku 1571 o obsazení zdejší fary. Kostel Narození Panny Marie byl postaven v roce 1783. V roce 1848 byla věžička poškozená bleskem a následně opravena. V roce 2007 byly provedeny sanační práce, které mají omezit průnik dešťové vody do zdiva kostela. Náklady na opravu činily 350 000 Kč.
Filiální kostel Narození Panny Marie patří pod Římskokatolickou farnost Rýmařov, Děkanát Bruntál.

## Popis
Jednolodní pozdně barokní zděná stavba na obdélném půdorysu s půlkruhovým závěrem a s vestavěnou věžičkou v průčelí. Fasády jsou hladké s prolomenými okny s obloukovým záklenkem bez vitráží. Vstup do kostela je nízkým zádveřím. Klenba valená s výsečemi.
V kněžišti je umístěn hlavní oltář, který nese sochy andělů a mezi nimi je obraz Narození Panny Marie. Na evangelijní straně kostela se nachází boční oltář se sochou Panny Marie, na epištolní straně je kazatelna do níž se vstupuje ze sakristie. Vrchol kazatelny zdobí sousoší tří andílků, kteří drží v rukou zlacené předměty: kříž – znamení víry, horoucí srdce – symbol lásky a kotvu zvěstující naději. Po obvodu lodi kostela jsou rozmístěny obrazy křížové cesty.
Varhany na kruchtě byly vyrobeny krnovskou varhanářskou firmou Rieger.